# Germanenorden
Germanenorden o la Orden Germánica, era una sociedad secreta en Alemania a inicios del siglo XX. Fundada por varios ocultistas alemanes prominentes en 1912, cuyo símbolo era una esvástica, tuvo una estructura fraternal jerárquica semejante a la masonería. 
Enseñó a su iniciados las ideologías nacionalistas de la superioridad de la raza nórdica, el antisemitismo así como ciencias ocultas, y filosofías casi mágicas.
Un fragmento histórico importante de esta orden germánica fue la Thule Gesellschaft o la Sociedad de Thule, creado en agosto de 1918 bajo la iniciativa de Rudolf Glauer, que posterior cambió su nombre por el de Barón von Sebottendorff. Este grupo llevó al Deutsche Arbeiterpartei (DAP) y posteriormente al NSDAP o partido nazi.
Algunos dicen que el Deutsche Arbeiterpartei (posteriormente Partido nazi o NSDAP) cuando estuvo bajo el liderazgo de Adolf Hitler, era un frente político para la sociedad secreta.